# Erica heleogena
Erica heleogena är en ljungväxtart som beskrevs av Salter. Erica heleogena ingår i släktet klockljungssläktet, och familjen ljungväxter. Inga underarter finns listade i Catalogue of Life.